# La Virgen (Cundinamarca)
La Virgen es una inspección del municipio de Quipile del departamento de Cundinamarca, Colombia. Está ubicada a 84 km de la ciudad de Bogotá. Tiene una temperatura entre los 30 a 24 °C. Entre sus principales productos están el Café, las frutas tropicales, la caña de azúcar y la panela. Cuenta con bellos paisajes y fuentes hídricas.

## Demografía
Según el censo realizado en el año 2012, la población de la inspección era de 157 personas, lo que corresponde al 2,37% de la población total del municipio.

## Sitios de interés
Dentro de la inspección, se pueden visitar lugares como la Capilla Católica, un lindo lugar que invita a la oración y recogimiento, Los Kioscos, la plaza de toros, el coliseo cubierto, terminado en el mes de julio del año 2015; el río que bordea la inspección, de caudal bajo, y pedregoso; el "matadero", lugar donde sacrifican el ganado para el consumo local y que visitan los turistas en las madrugadas de los fines de semana; además, a una hora de camino aproximadamente, se encuentran las cascadas que bañan el famoso pozo azul, donde antiguamente perecieron habitantes del lugar; hoy en día, el pozo no representa ningún peligro, ya fue dinamitado, es un lugar apacible para visitar en familia y disfrutar del contacto con la naturaleza. Finalmente, si los turistas se interesan en el proceso de producción de la panela, famoso producto de la región, existe un trapiche (lugar donde se transforma la caña de azúcar en panela), casi por cada kilómetro cuadrado. Las veredas que circundan la zona urbana son de gran atracción turística de donde se pueden apreciar bellos paisajes de nuestra geografía colombiana entre otras los nevados del Tolima, Santa Isabel y el Ruiz que se aprecian claramente en el horizonte en días soleados y despejados; estas veredas están situadas en el alto del Roble, alto del Estambul, alto de la Guácima, alto del trigo entre los más predominantes. En el mes de junio se celebran las fiestas Patronales de San Pedro Apóstol, fecha propicia para el encuentro de las personas nativas o con raíces familiares en el lugar y que por diferentes razones residen en otras partes del país o en el exterior de Colombia.